# Friedlieb Ferdinand Runge
Friedlieb (Friedrich, Friedlob) Ferdinand Runge (ur. 8 lutego 1794 w Billwerder koło Hamburga, zm. 25 marca 1867 w Oranienburgu) – niemiecki chemik analityk, odkrywca kofeiny.
Urodził się w rodzinie pastora protestanckiego, jako trzeci z siedmiorga rodzeństwa. Od młodości prowadził liczne eksperymenty chemiczne, m.in. przypadkowo odkrył wpływ pokrzyku wilczej jagody (belladonny) na rozszerzanie źrenicy oka (zjawisko mydriasis). W 1819 roku, na skutek spotkania z Johannem Wolfgangiem Goethem, podjął się analizy chemicznej składników kawy i kilka miesięcy później jako pierwszy odkrył kofeinę.
Runge ukończył studia na Uniwersytecie w Jenie (1819), po czym na Uniwersytecie Berlińskim w 1822 uzyskał doktorat z chemii. Po ukończeniu trzyletniej podróży po Europie wykładał technologię chemiczną jako profesor na Königliche Universität Breslau) aż do roku 1831. Od tego czasu pracował na kierowniczym stanowisku w fabryce chemicznej w Oranienburgu, jednak w 1852 otrzymał wypowiedzenie z powodu konfliktu z przełożonym. Umarł we względnym ubóstwie piętnaście lat później, pod koniec życia utrzymując się z pisania artykułów do gazet i czasopism.

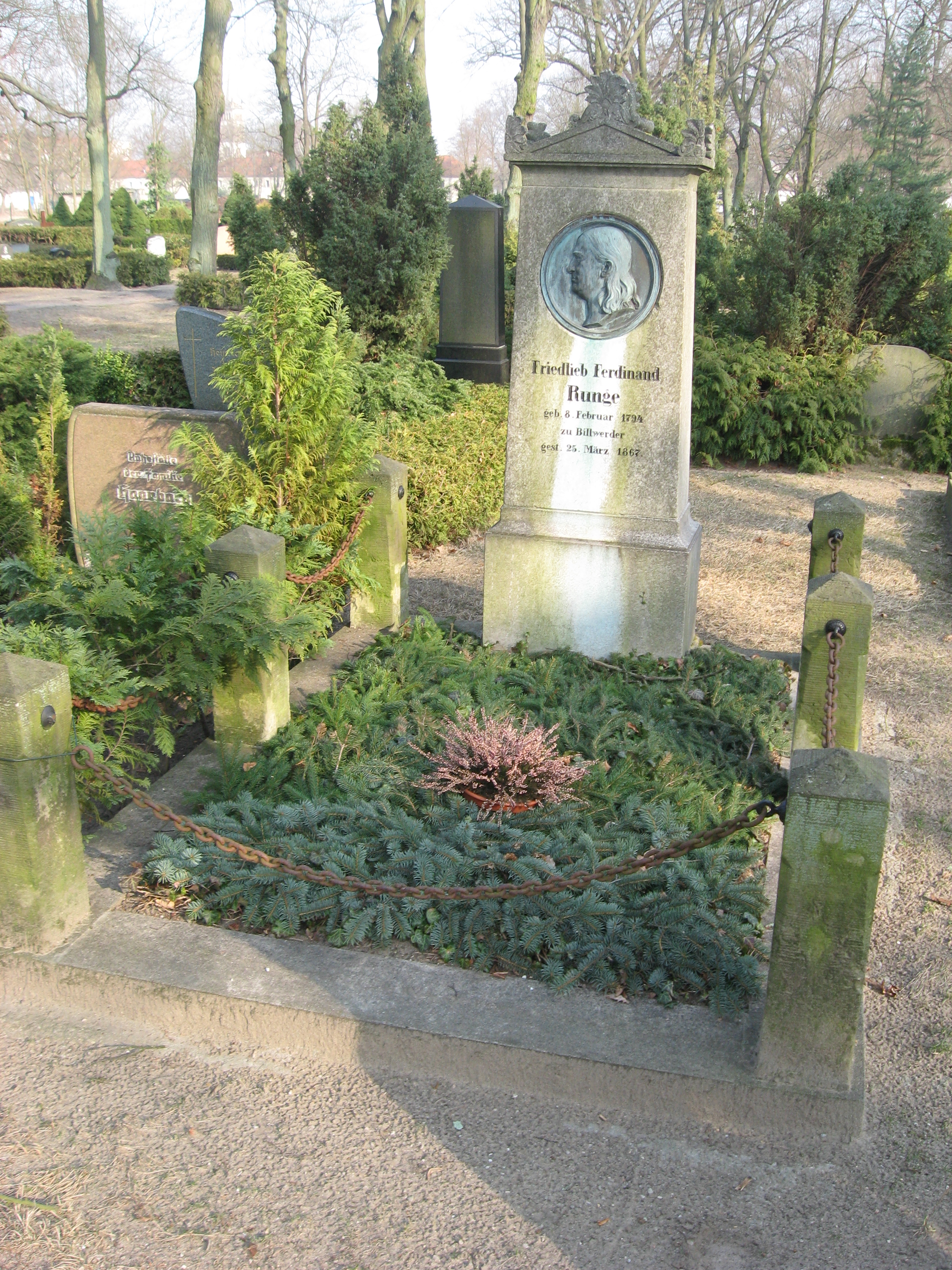
Grobowiec na Cmentarzu w Oranienburgu

## Okoliczności odkrycia kofeiny
W momencie spotkania z Goethem Runge miał 25 lat i wciąż studiował pod okiem swojego mistrza, chemika Johanna Wolfganga Döbereinera (1780-1849), którego ważne prace teoretyczne przyczyniły się do stworzenia układu okresowego pierwiastków. Döbereiner był darzony dużym szacunkiem przez Goethego, który w późniejszym okresie swojego życia żywo interesował się rozwojem nauk ścisłych i pozostawał z nim w bliskim kontakcie, służąc radą w zagadnieniach związanych z chemią. To on wspomniał poecie o dokonaniach swego ucznia, który wówczas zajmował się badaniami nad związkami pochodzenia roślinnego. Zaintrygowany szczególnie właściwościami wilczej jagody, Goethe zaprosił do siebie Rungego w celu obejrzenia demonstracji omawianych zjawisk. Wizyta w Weimarze u najsławniejszego pisarza tego okresu była olbrzymim zaszczytem dla młodego naukowca. Pokaz przeprowadzony przez Rungego wywarł zamierzone wrażenie na gospodarzu, który na koniec podarował mu małe opakowanie szlachetnej odmiany kawy, sugerując jej analizę pod kątem czynnych substancji chemicznych. Możliwe, że dzięki temu bodźcowi Runge zdążył ukończyć swoje prace jeszcze w 1819, o rok lub dwa wyprzedzając swoich konkurentów: Pierre’a-Jeana Robiqueta, Pierre’a Pelletiera z Josephem Caventou oraz Friedricha Sertürnera.

## Osiągnięcia
Jego dorobek obejmuje prace z zakresu chemii puryn, wyizolowanie kilku znaczących substancji z surowców roślinnych: kofeiny, chininy, purpuryny i atropiny, a ze smoły węglowej – choliny, pirolu, fenolu, aniliny oraz auryny (kwasu rozolowego), nie był jednak zainteresowany dalszymi badaniami nad właściwościami otrzymanych związków. Wydzielony fenol został przez Rungego nazwany kwasem karbolowym i błędnie opisany jako ciecz będąca kwasem, ponieważ nie wydzielił on czystego związku. Oczyszczenia, krystalizacji, opisu właściwości i budowy fenolu dokonał Auguste Laurent. Runge był jednym z pionierów techniki chromatografii bibułowej, o której napisał dwie książki, obie wydane w 1850. Rozwinął także metodę uzyskiwania cukru z buraków cukrowych.